# Gabala grjebinella
Gabala grjebinella är en fjärilsart som beskrevs av Pierre E.L. Viette 1956. Gabala grjebinella ingår i släktet Gabala och familjen trågspinnare. Inga underarter finns listade i Catalogue of Life.